# キヤノンシステムアンドサポート
キヤノンシステムアンドサポート株式会社（英: Canon System and Support Inc.）は、日本国内におけるキヤノンブランド製品の販売（直販）、OA関連ソリューションの構築、メンテナンス及びサポートを行う企業である。
キヤノンマーケティングジャパン（キヤノンMJ）の連結子会社。

## 概要
ジアゾ式複写機を製造していた「コピア株式会社」（現在のキヤノンファインテックニスカ）の販売部門を源流とする。1980年にコピアがキヤノン及びキヤノン販売（現在のキヤノンマーケティングジャパン）との提携を機に、販売部門を分離独立し「コピア販売株式会社」を設立。キヤノンコピア販売への社名変更を経て、2000年に現社名となる。
かつて、東京証券取引所の市場第一部（東証一部）に上場していたが、キヤノン販売グループ（当時）の会社再編に伴い、2002年に上場を廃止。現在はキヤノンマーケティングジャパンの100％子会社であり、キヤノンの孫会社にあたる。その後、他のキヤノンマーケティングジャパングループの系列企業を吸収合併し、現在に至る。

## 事業内容
キヤノングループにて製造する機器･ソリューション、ならびに他社製システム機器類のコンサルティングセールス、オフィスのネットワーク構築及びサービス&サポート。

## 沿革
- 1923年（大正12年）10月 - 東京都中央区築地に丸星商店を創業。
- 1924年（大正13年）- 大型青写真機械「A型」を製造。
- 1945年（昭和20年）- 丸星機化工業株式会社として改組。
- 1951年（昭和26年）- 世界初の卓上型湿式ジアゾ複写機「M型」を開発。
- 1961年（昭和36年）7月 - コピア株式会社に社名変更。東京証券取引所市場第二部に上場。
- 1980年（昭和55年）
  - 5月 - コピアの国内販売部門を分離独立し、東京都新宿区新宿にコピア販売株式会社を設立。資本金2億円。
  - 7月 - キヤノン販売（現・キヤノンマーケティングジャパン）に40万株の第三者割当増資を行い、同社子会社となる（資本金4億円）。キヤノン及びコピアブランド商品の販売、並びにサービス事業を開始。
- 1982年（昭和57年）3月 - 本社を東京都港区三田3-9-7に移転。
- 1984年（昭和59年）6月 - 地域販売会社の子会社化が完了し、連結経営体制が確立。
- 1986年（昭和61年）7月 - キヤノンコピア販売株式会社に社名変更。
- 1988年（昭和63年）11月 - 100万株の新株式を発行（資本金19億7,500万円）、並びにジャスダックへ上場。
- 1991年（平成3年）8月 - 本社を東京都品川区東品川2-2-4（天王洲ファーストタワー（旧・東京MIビル））に移転。
- 1999年（平成11年）
  - 2月 - 東京都板橋区志村2-20-10に研修センターを竣工。
  - 12月 - 東京証券取引所市場第二部に上場。
- 2000年（平成12年）
  - 7月 - キヤノンシステムアンドサポート株式会社に社名変更。
  - 12月 - 東京証券取引所市場第一部に指定替え。
- 2002年（平成14年）
  - 4月 - 地域販売会社20社を統合。
  - 10月 - 上場廃止。
  - 11月 - キヤノン販売の完全子会社となる。
- 2003年（平成15年）4月 - キヤノンビーエム札幌株式会社、青森キヤノンビジネスマシーンズ株式会社、秋田キヤノンビーエム株式会社の3社を合併、並びにキヤノン・エヌ・ティー・シー株式会社（キヤノンNTC）の販売部門を統合。
- 2004年（平成16年）
  - 1月 - 茨城キヤノン事務機販売株式会社を合併。
  - 7月 - キヤノンビーエム埼玉株式会社及び群馬キヤノンビーエム株式会社を合併。
- 2007年（平成19年）
  - 3月 - 山陰キヤノン事務機株式会社を完全子会社化。
  - 7月 - キヤノンマーケティングジャパン株式会社、キヤノンビーエム東京株式会社、キヤノンビーエム神奈川株式会社、キヤノンビーエム大阪株式会社の保守サービス部門を統合。
- 2008年（平成20年）
  - 1月 - 山陰キヤノン事務機株式会社を合併。
  - 7月 - キヤノンビーエム東京株式会社、キヤノンビーエム神奈川株式会社、キヤノンビーエム大阪株式会社の3社を合併。
- 2009年（平成21年）7月 - グラフィックセンターをキヤノンプリントスクエア株式会社（現・キヤノンプロダクションプリンティングシステムズ）へ移管。
- 2010年（平成22年）10月 - キヤノンマーケティングジャパン株式会社より医療機器の保守サポート事業を譲受。
- 2012年（平成24年）11月 - 医療機器保守サービス部門をキヤノンライフケアソリューションズ株式会社（現・キヤノンメドテックサプライ）へ移管。
- 2014年（平成26年）4月 - プロダクション関連営業部門をキヤノンプロダクションプリンティングシステムズ株式会社へ移管。
- 2016年（平成28年）1月 - キヤノンマーケティングジャパン株式会社のGB営業本部を統合。
- 2018年（平成30年）7月 - 本社をキヤノンSタワー（品川）に移転。
- 2021年（令和3年）1月 - GB事業部をキヤノンマーケティングジャパン株式会社へ移管。
- 2022年（令和4年）10月 - GMS活動が定着したため、品質マネジメントシステムに関する国際規格「ISO9001」の認証を発展的に返上し、独自活動として継続。

## 事業所

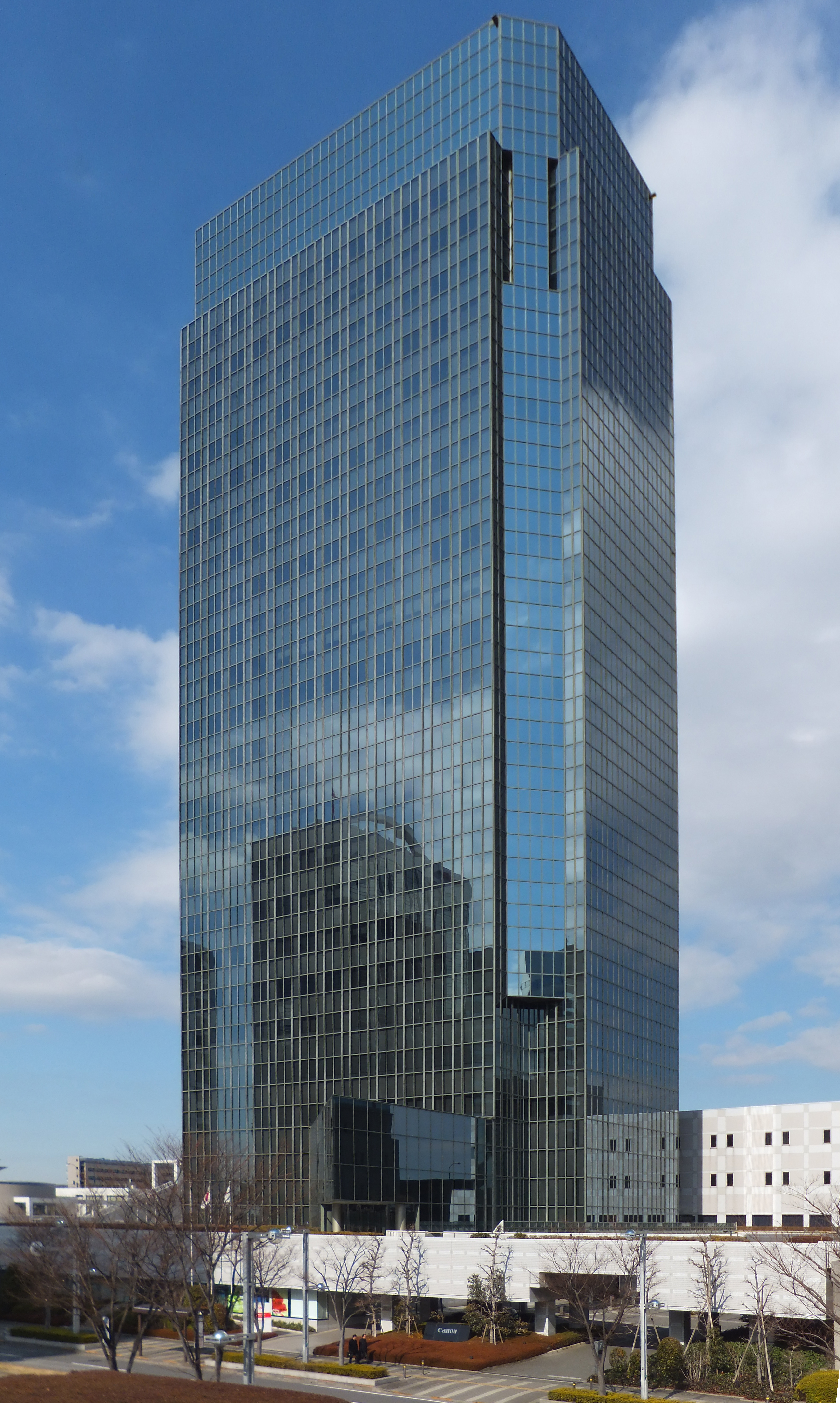
研修センター（キヤノンマーケティングジャパン株式会社幕張事業所18階）（幕張新都心）

- 本社 - 東京都港区
- eコンタクトセンター - 東京都港区
- 研修センター - 千葉県千葉市美浜区
- 北海道支社 - 北海道札幌市中央区
- 東北支社 - 宮城県仙台市青葉区
- 関東支社 - 埼玉県さいたま市大宮区
- 東京支社 - 東京都千代田区
- 神奈川支社 - 神奈川県横浜市神奈川区
- 中部支社 - 愛知県名古屋市中区
- 近畿支社 - 大阪府大阪市中央区
- 中国支社 - 広島県広島市西区
- 四国支社 - 香川県高松市
- 九州支社 - 福岡県福岡市博多区